# Deutsche Botschaft Chișinău
Die Deutsche Botschaft Chișinău ist die Diplomatische Vertretung der Bundesrepublik Deutschland in der Republik Moldau.

## Lage und Gebäude
Die Botschaft befindet sich im Stadtbezirk Centru der moldauischen Hauptstadt Chișinău. Die Straßenadresse lautet: Strada Alexei Mateevici 82, 2009 Chișinău.
Das Außenministerium der Republik Moldau ist nur rund 700 Meter entfernt. Der Flughafen Chișinău liegt rund 14 km südöstlich und eine Fahrtzeit von einer halben Stunde reicht in der Regel aus.
Die Kanzlei der Botschaft liegt in einem schmucklosen Bürohaus. Im Jahr 2017 wurde die Bundesbauverwaltung mit einem Neubau beauftragt. Als Grundstück steht eine Liegenschaft zur Verfügung, das mit einer Villa aus dem späten 19. Jahrhundert bebaut ist. Bei Erhalt dieses denkmalgeschützten Hauses wird ein Kanzleigebäude angebaut und das Bestandsgebäude als Residenz des Botschafters saniert. Die im eklektizistischen Stil gestaltete Villa wurde ab 1913 als Schule genutzt. Im Jahr 1986 wurde sie bei einem Erdbeben schwer beschädigt und stand leer. Das Grundstück befindet sich am südlichen Rand der Innenstadt von Chișinău. Rückseitig grenzt es an einen großen innerstädtischen Park mit See. Die Liegenschaft bietet die Voraussetzungen für die Errichtung repräsentativer Baulichkeiten der diplomatischen Vertretung.
Der Baubeginn wurde für das Jahr 2024 mit Fertigstellung im Jahr 2026 geplant. Der Kostenrahmen wird mit rund 18 Millionen Euro beziffert. Im Frühjahr 2021 erhielt das Stuttgarter Büro Bez + Kock Architekten den Zuschlag für die Generalplanung. Die Coronapandemie und der Krieg in der Ukraine haben den Zeitplan weiter verzögert, so dass das Auswärtige Amt derzeit von einer Fertigstellung Ende 2029 ausgeht.

## Auftrag und Organisation
Die Deutsche Botschaft Chișinău hat den Auftrag, die deutsch-moldauische Beziehungen zu pflegen, die deutschen Interessen gegenüber der Regierung der Republik Moldau zu vertreten und die Bundesregierung über Entwicklungen in Moldau zu unterrichten.
Die Botschaft gliedert sich in die Referate für Politik, Wirtschaft, Presse, Kultur und entwicklungspolitische Zusammenarbeit (EZ). Die EZ begann im Jahr 1992. Die Verbesserung der Wasserversorgung im Süden des Landes ist eines der Schwerpunktthemen. Allgemein soll die Republik Moldau bei der Schaffung neuer Arbeitsplätze sowie der Ausbildung in nachhaltigen Berufsbildern („Green Economy“) unterstützt werden.
Das Referat für Rechts- und Konsularaufgaben der Botschaft bietet deutschen Staatsangehörigen alle konsularischen Dienstleistungen und Hilfe in Notfällen an. Es besteht jeweils bis Mitternacht ein telefonischer Rufbereitschaftsdienst. Der konsularische Amtsbezirk der Botschaft umfasst die Republik Moldau. Die Visastelle erteilt Einreisegenehmigungen für moldauische und andere Staatsangehörige.

## Geschichte
Nach dem Zerfall der Sowjetunion war die Bundesrepublik Deutschland einer der ersten Staaten, der die neu entstandene Republik Moldau anerkannte. Am 30. April 1992 kam es zur Aufnahme diplomatischer Beziehungen. Die deutsche Botschaft wurde am 2. November 1992 eröffnet. 1996 wurde Irene Kolhaas erste deutsche Botschafterin in Chișinău.